# In No Sense? Nonsense!
In No Sense? Nonsense! è il terzo album discografico in studio del gruppo musicale Art of Noise, pubblicato nel settembre 1987.

## Tracce
1. Galleons of Stone (Jeczalik)
2. Dragnet (Schumann)
3. Fin Du Temps (Dudley/Jeczalik)
4. How Rapid? (Dudley/Jeczalik)
5. Opus for Four (Dudley/Jeczalik)
6. Debut (Dudley)
7. E.F.L. (Dudley/Jeczalik)
8. A Day at the Races (Dudley/Jeczalik)
9. Ode To Don Jose (Dudley/Jeczalik)
10. Counterpoint (Dudley/Jeczalik)
11. Roundabout 727 (Dudley/Jeczalik)
12. Ransom on the Sand (Jeczalik)
13. Roller 1 (Dudley/Jeczalik)
14. Nothing Was Going to Stop Them Then, Anyway (Dudley/Jeczalik)
15. Crusoe (Dudley/Jeczalik)
16. One Earth (Dudley/Jeczalik)

## Formazione
- Anne Dudley
- J. J. Jeczalik